# Résultats par région des élections législatives marocaines de 2016
 (octobre 2016).
Si vous disposez d'ouvrages ou d'articles de référence ou si vous connaissez des sites web de qualité traitant du thème abordé ici, merci de compléter l'article en donnant les références utiles à sa vérifiabilité et en les liant à la section « Notes et références ».
Les élections législatives marocaines de 2016 se sont tenues le 7 octobre 2016. Elles sont marquées par l'ancien découpage électoral de 2012 qui rassemble 92 circonscriptions selon la répartition démographique marocaine, mais aussi selon le découpage de l'administration territoriale. Les résultats sont présentés par préfecture ou province et pour chaque circonscription.

## Tanger-Tétouan-Al Hoceïma

### Tanger-Assilah
|                                                         |                                                              |        |                |        |
| Tête de liste Étiquette politique (partis et alliances) | Tête de liste Étiquette politique (partis et alliances)      | Voix   | % des exprimés | Sièges |
|                                                         |                                                              |        |                |        |
|                                                         | Mohamed Najib Boulif Parti de la justice et du développement | 60 278 | 54,59          | 3      |
|                                                         | Fouad El Omari Parti authenticité et modernité               | 25 948 | 23,5           | 1      |
|                                                         | Mohamed Zemmouri Union constitutionnelle                     | 10 636 | 9,63           | 1      |
|                                                         | Hassan Bouhriz Rassemblement national des indépendants       | 6 525  | 5,91           |        |
|                                                         | Mohammed El Farissi Fédération de la gauche démocratique     | 2 668  | 2,42           |        |
|                                                         | Hicham Temsamani Parti de l'Istiqlal                         | 1 746  | 1,58           |        |
|                                                         | Ahmed Yahia Union socialiste des forces populaires           | 748    | 0,68           |        |
|                                                         | Ghizlane El Maamouri Parti du progrès et du socialisme       | 660    | 0,6            |        |
|                                                         | Parti du centre social                                       | 242    | 0,22           |        |
|                                                         | Alliance Al Ahd et Renouveau                                 | 197    | 0,18           |        |
|                                                         | Parti de la renaissance et de la vertu                       | 165    | 0,15           |        |
|                                                         | Parti de la gauche verte                                     | 164    | 0,15           |        |
|                                                         | Parti des néo-démocrates                                     | 138    | 0,12           |        |
|                                                         | Parti de la renaissance                                      | 117    | 0,11           |        |
|                                                         | Parti démocratique de l'indépendance                         | 99     | 0,09           |        |
|                                                         | Parti de la société démocratique                             | 86     | 0,08           |        |
| Source : Ministère de l'Intérieur                       |                                                              |        |                |        |

### M'diq-Fnideq
|                                                         |                                                         |       |                |        |
| Tête de liste Étiquette politique (partis et alliances) | Tête de liste Étiquette politique (partis et alliances) | Voix  | % des exprimés | Sièges |
|                                                         |                                                         |       |                |        |
|                                                         | Mohamed Karrouk Parti de la justice et du développement | 9 080 | 29,05          | 1      |
|                                                         | Ali Amniuel Parti du progrès et du socialisme           | 7 391 | 23,65          | 1      |
|                                                         | Ahmed Thami Parti authenticité et modernité             | 6 508 | 20,82          |        |
|                                                         | Mouvement populaire                                     | 4 240 | 13,57          |        |
|                                                         | Union socialiste des forces populaires                  | 1 588 | 5,08           |        |
|                                                         | Union constitutionnelle                                 | 1 309 | 4,19           |        |
|                                                         | Mohcine Sadeq Fédération de la gauche démocratique      | 400   | 1,28           |        |
|                                                         | Laila El Khelladi Parti de l'Istiqlal                   | 317   | 1,01           |        |
|                                                         | Parti des néo-démocrates                                | 198   | 0,63           |        |
|                                                         | Mouvement démocratique et social                        | 83    | 0,27           |        |
|                                                         | Parti de l'environnement et du développement durable    | 68    | 0,22           |        |
|                                                         | Front des forces démocratiques                          | 52    | 0,17           |        |
|                                                         | Parti de la réforme et du développement                 | 22    | 0,07           |        |
| Source : Ministère de l'Intérieur                       |                                                         |       |                |        |

### Tétouan
|                                                         |                                                            |        |                |        |
| Tête de liste Étiquette politique (partis et alliances) | Tête de liste Étiquette politique (partis et alliances)    | Voix   | % des exprimés | Sièges |
|                                                         |                                                            |        |                |        |
|                                                         | Mohamed Idaomar Parti de la justice et du développement    | 20 136 | 25,34          | 1      |
|                                                         | Rachid Talbi Alami Rassemblement national des indépendants | 16 328 | 20,55          | 1      |
|                                                         | Mohamed Larbi Ahnine Parti du progrès et du socialisme     | 13 289 | 16,72          | 1      |
|                                                         | Noureddine Harouchi Parti authenticité et modernité        | 11 792 | 14,84          | 1      |
|                                                         | Mohamed Mellahi Union socialiste des forces populaires     | 10 639 | 13,39          | 1      |
|                                                         | Sans appartenance politique                                | 2 988  | 3,76           |        |
|                                                         | Fatima Lamghari Fédération de la gauche démocratique       | 2 478  | 3,12           |        |
|                                                         | Rachid Amiri Parti de l'Istiqlal                           | 1 168  | 1,47           |        |
|                                                         | Mouvement démocratique et social                           | 282    | 0,35           |        |
|                                                         | Mouvement populaire                                        | 194    | 0,24           |        |
|                                                         | Parti de l'unité et de la démocratie                       | 99     | 0,12           |        |
|                                                         | Union constitutionnelle                                    | 79     | 0,1            |        |
| Source : Ministère de l'Intérieur                       |                                                            |        |                |        |

### Fahs-Anjra
|                                                         |                                                                    |       |                |        |
| Tête de liste Étiquette politique (partis et alliances) | Tête de liste Étiquette politique (partis et alliances)            | Voix  | % des exprimés | Sièges |
|                                                         |                                                                    |       |                |        |
|                                                         | Souad Boulaich El Hajraoui Parti de la justice et du développement | 7 594 | 37,69          | 1      |
|                                                         | Redouan Nouinou Parti authenticité et modernité                    | 6 558 | 32,55          | 1      |
|                                                         | Abdelouahed Chat Rassemblement national des indépendants           | 4 819 | 23,92          |        |
|                                                         | Alliance Al Ahd et Renouveau                                       | 524   | 2,6            |        |
|                                                         | Ahmed Kachkouch Soussi Parti de l'Istiqlal                         | 379   | 1,88           |        |
|                                                         | Ahmed Naimi El Idrissi Union socialiste des forces populaires      | 161   | 0,8            |        |
|                                                         | Abdellah Hsissen Fédération de la gauche démocratique              | 79    | 0,39           |        |
|                                                         | Parti de la renaissance                                            | 19    | 0,09           |        |
|                                                         | Front des forces démocratiques                                     | 17    | 0,08           |        |
| Source : Ministère de l'Intérieur                       |                                                                    |       |                |        |

### Larache
|                                                         |                                                           |        |                |        |
| Tête de liste Étiquette politique (partis et alliances) | Tête de liste Étiquette politique (partis et alliances)   | Voix   | % des exprimés | Sièges |
|                                                         |                                                           |        |                |        |
|                                                         | Mohamed Simou Mouvement populaire                         | 18 106 | 21,98          | 1      |
|                                                         | Mohammed Hamdaoui Parti de la justice et du développement | 16 178 | 19,64          | 1      |
|                                                         | Amal Boukir Parti authenticité et modernité               | 11 740 | 14,25          | 1      |
|                                                         | Abdelaziz El Ouadgui Union constitutionnelle              | 10 633 | 12,91          | 1      |
|                                                         | Mohammed Hmani Parti du progrès et du socialisme          | 7 142  | 8,67           |        |
|                                                         | Abdelilah Hsisen Rassemblement national des indépendants  | 6 568  | 7,97           |        |
|                                                         | Machij Karkrai Union socialiste des forces populaires     | 4 994  | 6,06           |        |
|                                                         | Abdellah Bekkali Parti de l'Istiqlal                      | 4 110  | 4,99           |        |
|                                                         | Riyahi Laayachi Fédération de la gauche démocratique      | 1 279  | 1,55           |        |
|                                                         | Front des forces démocratiques                            | 1 148  | 1,39           |        |
|                                                         | Parti des néo-démocrates                                  | 191    | 0,23           |        |
|                                                         | Alliance Al Ahd et Renouveau                              | 152    | 0,18           |        |
|                                                         | Parti de l'environnement et du développement durable      | 119    | 0,14           |        |
| Source : Ministère de l'Intérieur                       |                                                           |        |                |        |

### Al Hoceïma
|                                                         |                                                            |        |                |        |
| Tête de liste Étiquette politique (partis et alliances) | Tête de liste Étiquette politique (partis et alliances)    | Voix   | % des exprimés | Sièges |
|                                                         |                                                            |        |                |        |
|                                                         | Mohamed Elhamouti Parti authenticité et modernité          | 40 868 | 51,61          | 2      |
|                                                         | Mohamed Laâraj Mouvement populaire                         | 9 347  | 11,8           | 1      |
|                                                         | Nourdin Moudian Parti de l'Istiqlal                        | 9 103  | 11,5           | 1      |
|                                                         | Abdelhak Amghar Union socialiste des forces populaires     | 7 525  | 9,5            |        |
|                                                         | Issam El Khamlichi Rassemblement national des indépendants | 5 941  | 7,5            |        |
|                                                         | Najib Ouazzani Parti de la justice et du développement     | 3 770  | 4,76           |        |
|                                                         | Ahmed Douiri Parti du progrès et du socialisme             | 1 116  | 1,41           |        |
|                                                         | Parti de la renaissance et de la vertu                     | 736    | 0,93           |        |
|                                                         | Houssine Lamrabet Fédération de la gauche démocratique     | 326    | 0,41           |        |
|                                                         | Mouvement démocratique et social                           | 233    | 0,29           |        |
|                                                         | Front des forces démocratiques                             | 133    | 0,17           |        |
|                                                         | Parti des néo-démocrates                                   | 92     | 0,12           |        |
| Source : Ministère de l'Intérieur                       |                                                            |        |                |        |

### Chefchaouen
|                                                         |                                                          |        |                |        |
| Tête de liste Étiquette politique (partis et alliances) | Tête de liste Étiquette politique (partis et alliances)  | Voix   | % des exprimés | Sièges |
|                                                         |                                                          |        |                |        |
|                                                         | Abderrahman El Amri Mouvement populaire                  | 13 999 | 15,17          | 1      |
|                                                         | Taoufik Maimouni Parti authenticité et modernité         | 13 692 | 14,84          | 1      |
|                                                         | Ismail Bekkali Parti de l'Istiqlal                       | 11 429 | 12,39          | 1      |
|                                                         | Abdellah El Alaoui Union constitutionnelle               | 10 435 | 11,31          | 1      |
|                                                         | Abdellah Zerghil Union socialiste des forces populaires  | 7 954  | 8,62           |        |
|                                                         | Parti de la liberté et de la justice sociale             | 7 203  | 7,81           |        |
|                                                         | Nabil Chliyeh Parti de la justice et du développement    | 6 893  | 7,47           |        |
|                                                         | Front des forces démocratiques                           | 5 780  | 6,26           |        |
|                                                         | Taieb El Maimouni Parti du progrès et du socialisme      | 5 430  | 5,88           |        |
|                                                         | Abdelali Ejjotte Rassemblement national des indépendants | 3 750  | 4,06           |        |
|                                                         | Parti de l'environnement et du développement durable     | 1 807  | 1,96           |        |
|                                                         | Mouvement démocratique et social                         | 1 336  | 1,45           |        |
|                                                         | Parti des néo-démocrates                                 | 915    | 0,99           |        |
|                                                         | Alliance Al Ahd et Renouveau                             | 768    | 0,83           |        |
|                                                         | Abdelaziz El Hazhaz Fédération de la gauche démocratique | 427    | 0,46           |        |
|                                                         | Parti démocratique de l'indépendance                     | 409    | 0,44           |        |
|                                                         | Parti de la gauche verte                                 | 44     | 0,05           |        |
| Source : Ministère de l'Intérieur                       |                                                          |        |                |        |

### Ouezzane
|                                                         |                                                              |        |                |        |
| Tête de liste Étiquette politique (partis et alliances) | Tête de liste Étiquette politique (partis et alliances)      | Voix   | % des exprimés | Sièges |
|                                                         |                                                              |        |                |        |
|                                                         | Wiam Lamharchi Parti authenticité et modernité               | 24 871 | 32,29          | 1      |
|                                                         | Abdelaziz Lachehab Parti de l'Istiqlal                       | 14 269 | 18,53          | 1      |
|                                                         | Mohamed Ihouiyet Union socialiste des forces populaires      | 11 190 | 14,53          | 1      |
|                                                         | Abdelhalim Allaoui Parti de la justice et du développement   | 10 322 | 13,4           |        |
|                                                         | Mohammed El Hallaoui Rassemblement national des indépendants | 7 513  | 9,76           |        |
|                                                         | Union constitutionnelle                                      | 3 965  | 5,15           |        |
|                                                         | Said Echaraai Parti du progrès et du socialisme              | 2 270  | 2,95           |        |
|                                                         | Front des forces démocratiques                               | 834    | 1,08           |        |
|                                                         | Mouvement populaire                                          | 609    | 0,79           |        |
|                                                         | Abdenour Elmrabet Fédération de la gauche démocratique       | 599    | 0,78           |        |
|                                                         | Mouvement démocratique et social                             | 385    | 0,5            |        |
|                                                         | Parti de la renaissance                                      | 107    | 0,14           |        |
|                                                         | Parti de la société démocratique                             | 82     | 0,11           |        |
| Source : Ministère de l'Intérieur                       |                                                              |        |                |        |

## L'Oriental

### Oujda-Angad
|                                                         |                                                         |        |                |        |
| Tête de liste Étiquette politique (partis et alliances) | Tête de liste Étiquette politique (partis et alliances) | Voix   | % des exprimés | Sièges |
|                                                         |                                                         |        |                |        |
|                                                         | Youssef Houar Parti authenticité et modernité           | 30 448 | 39,58          | 2      |
|                                                         | Abdellah Hamal Parti de la justice et du développement  | 28 610 | 37,19          | 2      |
|                                                         | Omar Hejira Parti de l'Istiqlal                         | 9 939  | 12,92          |        |
|                                                         | Mohammed Mbarki Fédération de la gauche démocratique    | 2 103  | 2,73           |        |
|                                                         | Union socialiste des forces populaires                  | 1 676  | 2,18           |        |
|                                                         | Yahya Seghiri Rassemblement national des indépendants   | 1 347  | 1,75           |        |
|                                                         | Mouvement populaire                                     | 838    | 1,09           |        |
|                                                         | Mimoune Aakel Parti du progrès et du socialisme         | 700    | 0,91           |        |
|                                                         | Parti des néo-démocrates                                | 511    | 0,66           |        |
|                                                         | Union constitutionnelle                                 | 186    | 0,24           |        |
|                                                         | Alliance Al Ahd et Renouveau                            | 155    | 0,2            |        |
|                                                         | Parti de la renaissance et de la vertu                  | 135    | 0,18           |        |
|                                                         | Front des forces démocratiques                          | 127    | 0,17           |        |
|                                                         | Parti de la liberté et de la justice sociale            | 111    | 0,14           |        |
|                                                         | Parti de la gauche verte                                | 50     | 0,06           |        |
| Source : Ministère de l'Intérieur                       |                                                         |        |                |        |

### Nador
|                                                         |                                                           |        |                |        |
| Tête de liste Étiquette politique (partis et alliances) | Tête de liste Étiquette politique (partis et alliances)   | Voix   | % des exprimés | Sièges |
|                                                         |                                                           |        |                |        |
|                                                         | Soulimane Houllich Parti authenticité et modernité        | 13 974 | 18,22          | 1      |
|                                                         | Farouk Attahiri Parti de la justice et du développement   | 13 527 | 17,64          | 1      |
|                                                         | Said Arrahmouni Mouvement populaire                       | 13 171 | 17,18          | 1      |
|                                                         | Mustapha Mansouri Rassemblement national des indépendants | 12 135 | 15,82          | 1      |
|                                                         | Mohamed Taibi Parti de l'Istiqlal                         | 10 456 | 13,64          |        |
|                                                         | Union socialiste des forces populaires                    | 7 769  | 10,13          |        |
|                                                         | Mohammed Lehmam Parti du progrès et du socialisme         | 2 495  | 3,25           |        |
|                                                         | Parti de la renaissance et de la vertu                    | 1 035  | 1,35           |        |
|                                                         | Mohammed El Basraoui Fédération de la gauche démocratique | 934    | 1,22           |        |
|                                                         | Front des forces démocratiques                            | 272    | 0,35           |        |
|                                                         | Parti de l'unité et de la démocratie                      | 267    | 0,35           |        |
|                                                         | Parti de la liberté et de la justice sociale              | 254    | 0,33           |        |
|                                                         | Alliance Al Ahd et Renouveau                              | 148    | 0,19           |        |
|                                                         | Union constitutionnelle                                   | 87     | 0,11           |        |
|                                                         | Parti de l'environnement et du développement durable      | 75     | 0,1            |        |
|                                                         | Parti de la société démocratique                          | 63     | 0,08           |        |
|                                                         | Parti de la réforme et du développement                   | 23     | 0,03           |        |
| Source : Ministère de l'Intérieur                       |                                                           |        |                |        |

### Province de Driouch
|                                                         |                                                             |        |                |        |
| Tête de liste Étiquette politique (partis et alliances) | Tête de liste Étiquette politique (partis et alliances)     | Voix   | % des exprimés | Sièges |
|                                                         |                                                             |        |                |        |
|                                                         | Mohamed Fadili Mouvement populaire                          | 14 748 | 29,4           | 1      |
|                                                         | Abdellah El Boukili Rassemblement national des indépendants | 11 040 | 22,01          | 1      |
|                                                         | Fouad Darkaoui Parti authenticité et modernité              | 10 644 | 21,22          | 1      |
|                                                         | Alliance Al Ahd et Renouveau                                | 9 317  | 18,57          |        |
|                                                         | Parti de l'unité et de la démocratie                        | 1 304  | 2,6            |        |
|                                                         | Mohamed Lahrech Parti de la justice et du développement     | 1 298  | 2,59           |        |
|                                                         | Omar Chouhou Parti du progrès et du socialisme              | 758    | 1,51           |        |
|                                                         | Union socialiste des forces populaires                      | 565    | 1,13           |        |
|                                                         | Mhammedi Lhallabi Parti de l'Istiqlal                       | 206    | 0,41           |        |
|                                                         | Front des forces démocratiques                              | 197    | 0,39           |        |
|                                                         | Mohammed Abdelouahed Fédération de la gauche démocratique   | 79     | 0,16           |        |
|                                                         | Mouvement démocratique et social                            | 14     | 0,03           |        |
|                                                         |                                                             |        |                |        |
| Source : Ministère de l'Intérieur                       |                                                             |        |                |        |

### Province de Jerada
|                                                         |                                                            |       |                |        |
| Tête de liste Étiquette politique (partis et alliances) | Tête de liste Étiquette politique (partis et alliances)    | Voix  | % des exprimés | Sièges |
|                                                         |                                                            |       |                |        |
|                                                         | Mostapha Toutou Parti authenticité et modernité            | 8 358 | 31,45          | 1      |
|                                                         | Yassine Darhou Parti de l'Istiqlal                         | 4 525 | 17,03          | 1      |
|                                                         | Abdelaziz Benaicha Parti de la justice et du développement | 4 507 | 16,96          |        |
|                                                         | Union socialiste des forces populaires                     | 2 678 | 10,08          |        |
|                                                         | Mouvement populaire                                        | 2 576 | 9,69           |        |
|                                                         | Front des forces démocratiques                             | 2 296 | 8,64           |        |
|                                                         | Fédération de la gauche démocratique                       | 475   | 1,79           |        |
|                                                         | Omar Boukhelkhal Parti du progrès et du socialisme         | 425   | 1,6            |        |
|                                                         | Union constitutionnelle                                    | 367   | 1,38           |        |
|                                                         | Alliance Al Ahd et Renouveau                               | 172   | 0,65           |        |
|                                                         | Parti de la renaissance et de la vertu                     | 136   | 0,51           |        |
|                                                         | Parti de la réforme et du développement                    | 36    | 0,14           |        |
|                                                         | Parti de la gauche verte                                   | 24    | 0,09           |        |
| Source : Ministère de l'Intérieur                       |                                                            |       |                |        |

### Province de Berkane
| Rang | Circonscription | Député sortant  | Parti | Député élu ou réélu | Parti | Nombre de voix | %      |
| ---- | --------------- | --------------- | ----- | ------------------- | ----- | -------------- | ------ |
| 1er  | Berkane         | Mohamed Zerdali | UC    | Mohamed Ibrahimi    | PAM   | 17 354         | 31,46% |
| 2e   | Berkane         | Mostafa Brahimi | PJD   | Mostafa Qorri       | PJD   | 13 405         | 24,3%  |
| 3e   | Berkane         | --              | --    | Mohamed Bekkaoui    | PI    | 4 260          | 7,72%  |

### Province de Taourirt
| Rang | Circonscription | Député sortant | Parti | Député élu ou réélu | Parti | Nombre de voix | %      |
| ---- | --------------- | -------------- | ----- | ------------------- | ----- | -------------- | ------ |
| 1er  | Taourirt        |                | PI    | Driss Jdi           | PI    | 8 800          | 21,06% |
| 2e   | Taourirt        | Mohamed Nasser | UC    | Mohamed Nasser      | UC    | 7 443          | 17,82% |

### Province de Guercif
| Rang | Circonscription | Député sortant       | Parti | Député élu ou réélu | Parti | Nombre de voix | %      |
| ---- | --------------- | -------------------- | ----- | ------------------- | ----- | -------------- | ------ |
| 1er  | Guercif         | Moulay Ahmed Snoussi | MP    | Mohamed Bernichi    | PAM   | 10 096         | 25,24% |
| 2e   | Guercif         | Said Baaziz          | PT    | Ali Jghaoui         | PI    | 9 049          | 22,62% |

### Province de Figuig
| Rang | Circonscription | Député sortant      | Parti | Député élu ou réélu | Parti | Nombre de voix | %      |
| ---- | --------------- | ------------------- | ----- | ------------------- | ----- | -------------- | ------ |
| 1er  | Figuig          | Elhoussiene Ouhliss | MP    | Driss Oukemeni      | PAM   | 7 940          | 23,4%  |
| 2e   | Figuig          | Ahmed Jenfi         | PI    | Lakbir Kada         | PI    | 6 444          | 18,99% |
| 3e   | Figuig          | Said Blili          | RNI   | Mustapha Ziti       | PJD   | 3 935          | 11,6%  |

## Fès-Meknès

### Préfecture de Fès

#### Circonscription de Fès Sud
| Rang | Circonscription | Député sortant      | Parti | Député élu ou réélu       | Parti | Nombre de voix | %      |
| ---- | --------------- | ------------------- | ----- | ------------------------- | ----- | -------------- | ------ |
| 1er  | Fès-Sud         | Abdellah Abdellaoui | PJD   | Driss El Azami El Idrissi | PJD   | 40 928         | 53,59% |
| 2e   | Fès-Sud         | Said Benhmida       | PJD   | Mohamed Harti             | PJD   | 40 928         | 53,59% |
| 3e   | Fès-Sud         | Ahmed Réda Chami    | USFP  | Rachid Faik               | RNI   | 8 607          | 11,27% |
| 4e   | Fès-Sud         | Jouad Hamedoun      | PI    | Allal Amraoui             | PI    | 8 244          | 10,79% |

#### Circonscription de Fès Nord
| Rang | Circonscription | Député sortant    | Parti | Député élu ou réélu   | Parti | Nombre de voix | %      |
| ---- | --------------- | ----------------- | ----- | --------------------- | ----- | -------------- | ------ |
| 1er  | Fès-Nord        | Omar Fassi-Fihri  | PJD   | Omar Fassi-Fihri      | PJD   | 34 470         | 54,59% |
| 2e   | Fès-Nord        | Hassan Boumchita  | PJD   | Abdelouahed Bouharcha | PJD   | 34 470         | 54,59% |
| 3e   | Fès-Nord        | Abdelhamid Chabat | PI    | Abdelhamid Chabat     | PI    | 9 370          | 14,84% |
| 4e   | Fès-Nord        | Mohammed Ameur    | USFP  | Aziz Lebbar           | PAM   | 8 237          | 13,05% |

### Préfecture de Meknès
| Rang | Circonscription | Député sortant      | Parti | Député élu ou réélu  | Parti | Nombre de voix | %      |
| ---- | --------------- | ------------------- | ----- | -------------------- | ----- | -------------- | ------ |
| 1er  | Meknès          | Abdallah Bouanou    | PJD   | Abdallah Bouanou     | PJD   | 48 120         | 38,33% |
| 2e   | Meknès          | Idriss Skalli       | PJD   | Idriss Skalli        | PJD   | 48 120         | 38,33% |
| 3e   | Meknès          | Abdelkrim Labrikyi  | MP    | Abdelkader Lebriki   | MP    | 16 748         | 13,34% |
| 4e   | Meknès          | Abdelouahed Anssari | PI    | Abdelouahed Elansari | PI    | 15 906         | 12,67% |
| 5e   | Meknès          | Salaheddine Mezouar | RNI   | Badr Tahri           | RNI   | 10 555         | 8,41%  |
| 6e   | Meknès          | Driss Kachal        | UC    | Driss Kachal         | UC    | 9 729          | 7,75%  |

### Province de Taounate

#### Circonscription de Taounate-Tissa
|                                                         |                                                              |        |                |        |
| Tête de liste Étiquette politique (partis et alliances) | Tête de liste Étiquette politique (partis et alliances)      | Voix   | % des exprimés | Sièges |
|                                                         |                                                              |        |                |        |
|                                                         | Mohamed Abbou Rassemblement national des indépendants        | 16 133 | 25,62          | 1      |
|                                                         | Abdellatif El Fouikar Parti authenticité et modernité        | 16 104 | 25,57          | 1      |
|                                                         | Abdellah Drissi El Bouzidi Parti du progrès et du socialisme | 7 752  | 12,31          | 1      |
|                                                         | Union socialiste des forces populaires                       | 5 895  | 9,36           |        |
|                                                         | Driss Merroun Mouvement populaire                            | 5 729  | 9,1            |        |
|                                                         | Abdelhak Sati Parti de la justice et du développement        | 5 251  | 8,34           |        |
|                                                         | Mohamed Jamal Bouzidi Tiali Parti de l'Istiqlal              | 4 008  | 6,36           |        |
|                                                         | Najib El Guennouni Fédération de la gauche démocratique      | 1 599  | 2,54           |        |
|                                                         | Parti de la renaissance et de la vertu                       | 284    | 0,45           |        |
|                                                         | Parti de la gauche verte                                     | 216    | 0,34           |        |
|                                                         |                                                              |        |                |        |
| Source : Ministère de l'Intérieur                       |                                                              |        |                |        |

#### Circonscription de Karia-Ghafsai
| Rang | Circonscription | Député sortant     | Parti | Député élu ou réélu | Parti | Nombre de voix | %      |
| ---- | --------------- | ------------------ | ----- | ------------------- | ----- | -------------- | ------ |
| 1er  | Karia-Ghafsai   | Bouaza Roukbi      | FFD   | Noureddine Qchibel  | PJD   | 16 595         | 22,97% |
| 2e   | Karia-Ghafsai   | Ahmed Moufdi       | PI    | El Mfedel Tahri     | PI    | 16 451         | 22,77% |
| 3e   | Karia-Ghafsai   | Abdelaziz Laaboudi | USFP  | Mohamed Hjira       | PAM   | 9 728          | 13,47% |

### Province de Taza
| Rang | Circonscription | Député sortant        | Parti | Député élu ou réélu      | Parti | Nombre de voix | %      |
| ---- | --------------- | --------------------- | ----- | ------------------------ | ----- | -------------- | ------ |
| 1er  | Taza            | Fouad Larhrib         | PAM   | Abdelouahed El Messaoudi | PAM   | 22 651         | 20,55% |
| 2e   | Taza            | Jamal Messaoudi       | PJD   | Jamal Messaoudi          | PJD   | 16 146         | 14,65% |
| 3e   | Taza            | Jtiou Elghazi         | PUD   | Mohamed Bouds            | PI    | 10 397         | 9,43%  |
| 4e   | Taza            | Khalil Essadiki       | MP    | Abdelaziz Couscous       | MP    | 8 791          | 7,98%  |
| 5e   | Taza            | Abdelkhalak Quarrouti | USFP  | Mohamed Amghar           | MDS   | 8 476          | 7,69%  |

### Province d’El Hajeb
| Rang | Circonscription | Député sortant     | Parti | Député élu ou réélu | Parti | Nombre de voix | %      |
| ---- | --------------- | ------------------ | ----- | ------------------- | ----- | -------------- | ------ |
| 1er  | El Hajeb        | Elhoussaine Kassmi | PPS   | Youssef Hadhem      | PI    | 12 014         | 23,36% |
| 2e   | El Hajeb        | Abdessamad Idrissi | PJD   | Khalid El Bouraqîi  | PJD   | 11 407         | 22,18% |

### Province d’Ifrane
|                                                         |                                                                 |       |                |        |
| Tête de liste Étiquette politique (partis et alliances) | Tête de liste Étiquette politique (partis et alliances)         | Voix  | % des exprimés | Sièges |
|                                                         |                                                                 |       |                |        |
|                                                         | Mohammed Ouzzine Mouvement populaire                            | 8 372 | 23,56          | 1      |
|                                                         | Ahmed Rachidi Parti de la justice et du développement           | 5 165 | 14,54          | 1      |
|                                                         | Abderrazak Hachimi Parti authenticité et modernité              | 5 063 | 14,25          |        |
|                                                         | Mohammed Outtaleb Parti du progrès et du socialisme             | 4 393 | 12,36          |        |
|                                                         | Parti de l'Istiqlal                                             | 4 349 | 12,24          |        |
|                                                         | Union socialiste des forces populaires                          | 2 481 | 6,98           |        |
|                                                         | Nabil Benkhayat Benomar Rassemblement national des indépendants | 1 488 | 4,19           |        |
|                                                         | Alliance Al Ahd et Renouveau                                    | 1 410 | 3,97           |        |
|                                                         | Front des forces démocratiques                                  | 1 021 | 2,87           |        |
|                                                         | Hassan Morghane Fédération de la gauche démocratique            | 588   | 1,66           |        |
|                                                         | Union constitutionnelle                                         | 353   | 0,99           |        |
|                                                         | Mouvement démocratique et social                                | 270   | 0,76           |        |
|                                                         | Union marocaine pour la démocratie                              | 196   | 0,55           |        |
|                                                         | Parti de l'action                                               | 136   | 0,38           |        |
|                                                         | Parti de la renaissance et de la vertu                          | 126   | 0,35           |        |
|                                                         | Parti démocrate national                                        | 62    | 0,17           |        |
|                                                         | Parti de la gauche verte                                        | 55    | 0,15           |        |
| Source : Ministère de l'Intérieur                       |                                                                 |       |                |        |

### Province de Moulay Yaâcoub
| Rang | Circonscription | Député sortant | Parti | Député élu ou réélu | Parti | Nombre de voix | %      |
| ---- | --------------- | -------------- | ----- | ------------------- | ----- | -------------- | ------ |
| 1er  | Moulay Yaâcoub  | Mohamed Laidi  | PI    | Jaouad Douahi       | PAM   | 9 738          | 27,18% |
| 2e   | Moulay Yaâcoub  | Kamal Laâfou   | MP    | Mohamed Youssef     | PJD   | 8 051          | 22,37% |

### Province de Séfrou
| Rang | Circonscription | Député sortant    | Parti | Député élu ou réélu | Parti | Nombre de voix | %      |
| ---- | --------------- | ----------------- | ----- | ------------------- | ----- | -------------- | ------ |
| 1er  | Séfrou          | Driss Boutahar    | PPS   | Lahcen Sekkouri     | MP    | 10 064         | 18,12% |
| 2e   | Séfrou          | Driss Chtibi      | USFP  | Driss Chtibi        | USFP  | 8 856          | 15,95% |
| 3e   | Séfrou          | Mohamed Boughalem | PAM   | Driss Meskin        | PJD   | 7 752          | 13,96% |

### Province de Boulemane
| Rang | Circonscription | Député sortant  | Parti | Député élu ou réélu | Parti | Nombre de voix | %      |
| ---- | --------------- | --------------- | ----- | ------------------- | ----- | -------------- | ------ |
| 1er  | Boulemane       | Mohand Laenser  | MP    | Hassan Laenser      | MP    | 8 678          | 18,97% |
| 2e   | Boulemane       | Mohamed Lmiri   | MDS   | Ahmed Chouki        | PAM   | 8 568          | 18,73% |
| 3e   | Boulemane       | Rachid Hammouni | USFP  | Mohamed Drissi      | PJD   | 7 453          | 16,3%  |

## Rabat-Salé-Kénitra

### Préfecture de Rabat

#### Circonscription Rabat Océan
|                                                         |                                                                  |        |                |        |
| Tête de liste Étiquette politique (partis et alliances) | Tête de liste Étiquette politique (partis et alliances)          | Voix   | % des exprimés | Sièges |
|                                                         |                                                                  |        |                |        |
|                                                         | Mohamed Sadiki Parti de la justice et du développement           | 29 531 | 44,16          | 2      |
|                                                         | Abdelfattah El Aouni Parti authenticité et modernité             | 15 358 | 22,97          | 1      |
|                                                         | Omar Balafrej Fédération de la gauche démocratique               | 8 048  | 12,04          | 1      |
|                                                         | Abdelkader Tatou Rassemblement national des indépendants         | 3 762  | 5,63           |        |
|                                                         | Mouvement populaire                                              | 2 722  | 4,07           |        |
|                                                         | Mohamed Boulahcen Parti de l'Istiqlal                            | 2 629  | 3,93           |        |
|                                                         | Union constitutionnelle                                          | 1 941  | 2,90           |        |
|                                                         | El Houcine Ait El Mahjoub Union socialiste des forces populaires | 1 109  | 1,66           |        |
|                                                         | Karim Taj Parti du progrès et du socialisme                      | 776    | 1,16           |        |
|                                                         | Parti de l'environnement et du développement durable             | 268    | 0,40           |        |
|                                                         | Union marocaine pour la démocratie                               | 169    | 0,25           |        |
|                                                         | Mouvement démocratique et social                                 | 119    | 0,18           |        |
|                                                         | Parti de la renaissance                                          | 107    | 0,16           |        |
|                                                         | Parti du centre social                                           | 87     | 0,13           |        |
|                                                         | Parti de l'unité et de la démocratie                             | 85     | 0,13           |        |
|                                                         | Parti de la réforme et du développement                          | 83     | 0,12           |        |
|                                                         | Parti de la renaissance et de la vertu                           | 58     | 0,09           |        |
|                                                         | Parti démocrate national                                         | 16     | 0,02           |        |
|                                                         |                                                                  |        |                |        |
| Inscrits                                                | Inscrits                                                         | 94 758 | 100,00         |        |
| Abstentions                                             | Abstentions                                                      | 27 890 | 58,29          |        |
| Votants                                                 | Votants                                                          | 66 868 | 41,71          |        |
| Source : Ministère de l'Intérieur                       |                                                                  |        |                |        |

#### Circonscription Rabat Chellah
|                                                         |                                                                |         |                |        |
| Tête de liste Étiquette politique (partis et alliances) | Tête de liste Étiquette politique (partis et alliances)        | Voix    | % des exprimés | Sièges |
|                                                         |                                                                |         |                |        |
|                                                         | Slimane El Omrani Parti de la justice et du développement      | 22 551  | 43,64          | 2      |
|                                                         | Sidi Brahim El Joumani Parti authenticité et modernité         | 14 389  | 27,84          | 1      |
|                                                         | Union constitutionnelle                                        | 4 330   | 8,38           |        |
|                                                         | Mohamed Amine Khaji Fédération de la gauche démocratique       | 3 085   | 5,97           |        |
|                                                         | Hamdoune El Hasani Parti de l'Istiqlal                         | 1 781   | 3,45           |        |
|                                                         | Hamza Guedira Union socialiste des forces populaires           | 1 757   | 3,4            |        |
|                                                         | Union marocaine pour la démocratie                             | 1 210   | 2,34           |        |
|                                                         | Rachid El Atrassi Parti du progrès et du socialisme            | 664     | 1,28           |        |
|                                                         | Mohamed Hicham Bensari Rassemblement national des indépendants | 649     | 1,26           |        |
|                                                         | Mouvement populaire                                            | 308     | 0,6            |        |
|                                                         | Front des forces démocratiques                                 | 252     | 0,49           |        |
|                                                         | Parti de l'environnement et du développement durable           | 168     | 0,33           |        |
|                                                         | Parti du centre social                                         | 124     | 0,24           |        |
|                                                         | Parti de l'unité et de la démocratie                           | 117     | 0,23           |        |
|                                                         | Mouvement démocratique et social                               | 104     | 0,2            |        |
|                                                         | Parti de la renaissance et de la vertu                         | 94      | 0,18           |        |
|                                                         | Parti de la réforme et du développement                        | 76      | 0,15           |        |
|                                                         | Parti démocrate national                                       | 21      | 0,04           |        |
|                                                         |                                                                |         |                |        |
| Inscrits                                                | Inscrits                                                       | 109 353 | 100,00         |        |
| Abstentions                                             | Abstentions                                                    | 62 003  | 56,70          |        |
| Votants                                                 | Votants                                                        | 47 350  | 43,30          |        |
| Source : Ministère de l'Intérieur                       |                                                                |         |                |        |

### Préfecture de Salé

#### Circonscription Salé Médina
|                                                         |                                                             |         |                |        |
| Tête de liste Étiquette politique (partis et alliances) | Tête de liste Étiquette politique (partis et alliances)     | Voix    | % des exprimés | Sièges |
|                                                         |                                                             |         |                |        |
|                                                         | Abdel-Ilah Benkiran Parti de la justice et du développement | 36 404  | 50,22          | 2      |
|                                                         | Rachid El Abdi Parti authenticité et modernité              | 11 592  | 15,99          | 1      |
|                                                         | Noureddine Lazrek Rassemblement national des indépendants   | 8 674   | 11,97          | 1      |
|                                                         | Driss Sentissi Mouvement populaire                          | 8 008   | 11,05          |        |
|                                                         | Abdelkrim Hassini Parti de l'Istiqlal                       | 3 461   | 4,77           |        |
|                                                         | Jaafar Sakhi Fédération de la gauche démocratique           | 2 459   | 3,39           |        |
|                                                         | Said Bellout Union socialiste des forces populaires         | 913     | 1,26           |        |
|                                                         | Najib Lachhab Union constitutionnelle                       | 351     | 0,48           |        |
|                                                         | Mouvement démocratique et social                            | 134     | 0,18           |        |
|                                                         | Parti de la renaissance et de la vertu                      | 127     | 0,18           |        |
|                                                         | Alliance Al Ahd et Renouveau                                | 125     | 0,17           |        |
|                                                         | Parti de la réforme et du développement                     | 120     | 0,17           |        |
|                                                         | Parti de l'unité et de la démocratie                        | 88      | 0,12           |        |
|                                                         | Parti démocrate national                                    | 26      | 0,04           |        |
|                                                         |                                                             |         |                |        |
| Inscrits                                                | Inscrits                                                    | 198 363 | 100,00         |        |
| Abstentions                                             | Abstentions                                                 | 125 881 | 58,29          |        |
| Votants                                                 | Votants                                                     | 72 482  | 36,54          |        |
| Source : Ministère de l'Intérieur                       |                                                             |         |                |        |

#### Circonscription Salé El Jadida
|                                                         |                                                                  |         |                |        |
| Tête de liste Étiquette politique (partis et alliances) | Tête de liste Étiquette politique (partis et alliances)          | Voix    | % des exprimés | Sièges |
|                                                         |                                                                  |         |                |        |
|                                                         | Abdelkader Amara Parti de la justice et du développement         | 25 020  | 46,29          | 2      |
|                                                         | Mohammed Benattia Parti authenticité et modernité                | 11 802  | 21,84          | 1      |
|                                                         | Abdelkrim Zemzami Parti du progrès et du socialisme              | 6 611   | 12,23          |        |
|                                                         | Yehya Kedadra Union constitutionnelle                            | 3 227   | 5,97           |        |
|                                                         | Khalid Fathi Parti de l'Istiqlal                                 | 2 616   | 4,84           |        |
|                                                         | Adnan Idrissi Mouvement populaire                                | 1 702   | 3,15           |        |
|                                                         | Lahcen El Ayoubi Fédération de la gauche démocratique            | 1 195   | 2,21           |        |
|                                                         | Parti de l'environnement et du développement durable             | 404     | 0,75           |        |
|                                                         | Youssef Lmajdoubi Idrissi Union socialiste des forces populaires | 355     | 0,66           |        |
|                                                         | Rachid Nassiri Rassemblement national des indépendants           | 319     | 0,59           |        |
|                                                         | Alliance Al Ahd et Renouveau                                     | 211     | 0,39           |        |
|                                                         | Parti de la renaissance et de la vertu                           | 167     | 0,31           |        |
|                                                         | Front des forces démocratiques                                   | 98      | 0,18           |        |
|                                                         | Parti de l'espoir                                                | 79      | 0,15           |        |
|                                                         | Parti de la société démocratique                                 | 70      | 0,13           |        |
|                                                         | Mouvement démocratique et social                                 | 50      | 0,09           |        |
|                                                         | Parti démocratique de l'indépendance                             | 45      | 0,08           |        |
|                                                         | Parti de la réforme et du développement                          | 43      | 0,08           |        |
|                                                         | Parti de la gauche verte                                         | 29      | 0,05           |        |
|                                                         | Parti démocrate national                                         | 7       | 0,01           |        |
|                                                         |                                                                  |         |                |        |
| Inscrits                                                | Inscrits                                                         | 148 571 | 100,00         |        |
| Abstentions                                             | Abstentions                                                      | 94 521  | 63,62          |        |
| Votants                                                 | Votants                                                          | 54 050  | 36,38          |        |
| Source : Ministère de l'Intérieur                       |                                                                  |         |                |        |

### Préfecture de Skhirate-Témara
| Rang | Circonscription | Député sortant | Parti | Député élu ou réélu | Parti | Nombre de voix | % |
| ---- | --------------- | -------------- | ----- | ------------------- | ----- | -------------- | - |
| 1er  | Skhirate-Témara | Aatimad Zahidi | PJD   | --                  | --    | --             |   |
| 2e   | Skhirate-Témara | Brahim Chkili  | PAM   | --                  | --    | --             |   |
| 3e   | Skhirate-Témara | Hassan Arif    | UC    | --                  | --    | --             |   |
| 4e   | Skhirate-Témara | Moh Rejdali    | PJD   | --                  | --    | --             |   |

### Province de Kénitra

#### Circonscription de Kenitra
| Rang | Circonscription | Député sortant   | Parti | Député élu ou réélu | Parti | Nombre de voix | % |
| ---- | --------------- | ---------------- | ----- | ------------------- | ----- | -------------- | - |
| 1er  | Kénitra         | Aziz Germat      | PJD   | --                  | --    | --             |   |
| 2e   | Kénitra         | Aziz Rabbah      | PJD   | --                  | --    | --             |   |
| 3e   | Kénitra         | Miloud Chaabi    | PEDD  | --                  | --    | --             |   |
| 4e   | Kénitra         | Houcine Rahwiyai | UC    | --                  | --    | --             |   |

#### Circonscription du Gharb
| Rang | Circonscription | Député sortant  | Parti | Député élu ou réélu | Parti | Nombre de voix | % |
| ---- | --------------- | --------------- | ----- | ------------------- | ----- | -------------- | - |
| 1er  | Gharb           | Belassal Chaoui | UC    | --                  | --    | --             |   |
| 2e   | Gharb           | Jaouad Ghrib    | RNI   | --                  | --    | --             |   |
| 3e   | Gharb           | Mohammed Hilia  | PJD   | --                  | --    | --             |   |

### Province de Khémisset

#### Circonscription de Khémisset Oulmès
| Rang | Circonscription  | Député sortant     | Parti | Député élu ou réélu | Parti | Nombre de voix | % |
| ---- | ---------------- | ------------------ | ----- | ------------------- | ----- | -------------- | - |
| 1er  | Khémisset-Oulmès | Abdellah Benhammou | PJD   | --                  | --    | --             |   |
| 2e   | Khémisset-Oulmès | Mohamed Lahmouch   | MP    | --                  | --    | --             |   |
| 3e   | Khémisset-Oulmès | Zakaria Chatoui    | PAM   | --                  | --    | --             |   |

### Province de Sidi Kacem
| Rang | Circonscription | Député sortant      | Parti | Député élu ou réélu | Parti | Nombre de voix | %     |
| ---- | --------------- | ------------------- | ----- | ------------------- | ----- | -------------- | ----- |
| 1er  | Sidi Kacem      | Mustapha El Ghazoui | PPS   | --                  | PPS   | --             | 20,18 |
| 2e   | Sidi Kacem      | Boubker Ben Zeroual | MP    | --                  | PAM   | --             | 18,23 |
| 3e   | Sidi Kacem      | MHamed Laassal      | AHD   | --                  | PI    | --             | 12,72 |
| 4e   | Sidi Kacem      | Abdelali Abdelmoula | PJD   | --                  | PJD   | --             | 9,79  |
| 5e   | Sidi Kacem      | Farid Hafri         | UC    | --                  | UC    | --             | 8,29  |

### Province de Sidi Slimane
| Rang | Circonscription | Député sortant   | Parti | Député élu ou réélu | Parti | Nombre de voix | %     |
| ---- | --------------- | ---------------- | ----- | ------------------- | ----- | -------------- | ----- |
| 1er  | Sidi-Slimane    | Abdelwahed Radi  | USFP  | --                  |       | --             | 20,18 |
| 2e   | Sidi-Slimane    | Mohamed Hanine   | RNI   | --                  | PAM   | --             | 18,23 |
| 3e   | Sidi-Slimane    | Mostapha El Jari | UC    | --                  | PI    | --             | 12,72 |

## Béni Mellal-Khénifra

### Province de Béni-Mellal
| Rang | Circonscription | Député sortant       | Parti | Député élu ou réélu | Parti | Nombre de voix | % |
| ---- | --------------- | -------------------- | ----- | ------------------- | ----- | -------------- | - |
| 1er  | Béni-Mellal     | Lahcen Daoudi        | PJD   | Lahcen Daoudi       | PJD   | 21 714         | % |
| 2e   | Béni-Mellal     | Houcine Hansali      | PJD   | Mohamed Marzouk     | PJD   | 21 714         | % |
| 3e   | Béni-Mellal     | Bennacer Houbayne    | PAM   | Khalid El Mansouri  | PAM   | 25 846         | % |
| 4e   | Béni-Mellal     | Abderrahmane Feddoul | PT    | Halim Fouad         | PAM   | 25 846         | % |
| 5e   | Béni-Mellal     | Hamid Ibrahimi       | MP    | Hamid Ibrahimi      | MP    | 8110           |   |
| 6e   | Béni-Mellal     | Abderrahmane Khayr   | PI    | Abderrahmane Khayr  | PI    | 8501           |   |

### Province d'Azilal

#### Circonscription d'Azilal-Demnate
| Rang | Circonscription | Député sortant  | Parti | Député élu ou réélu | Parti | Nombre de voix | % |
| ---- | --------------- | --------------- | ----- | ------------------- | ----- | -------------- | - |
| 1er  | Azilal-Demnate  | Mohamed Ahrarad | PI    | --                  | --    | --             |   |
| 2e   | Azilal-Demnate  | Brahim Takount  | PA    | --                  | --    | --             |   |
| 3e   | Azilal-Demnate  | Essaid Ezzaâzaâ | RNI   | --                  | --    | --             |   |

#### Circonscription Bzou-Ouazizght
| Rang | Circonscription | Député sortant | Parti | Député élu ou réélu | Parti | Nombre de voix | % |
| ---- | --------------- | -------------- | ----- | ------------------- | ----- | -------------- | - |
| 1er  | --              | --             | --    | --                  | --    | --             |   |
| 2e   | --              | --             | --    | --                  | --    | --             |   |
| 3e   | --              | --             | --    | --                  | --    | --             |   |
| 4e   | --              | --             | --    | --                  | --    | --             |   |

### Province de Fquih Ben Salah
| Rang | Circonscription | Député sortant | Parti | Député élu ou réélu | Parti | Nombre de voix | % |
| ---- | --------------- | -------------- | ----- | ------------------- | ----- | -------------- | - |
| 1er  | --              | --             | --    | --                  | --    | --             |   |
| 2e   | --              | --             | --    | --                  | --    | --             |   |
| 3e   | --              | --             | --    | --                  | --    | --             |   |
| 4e   | --              | --             | --    | --                  | --    | --             |   |

### Province de Khénifra
| Rang | Circonscription | Député sortant | Parti | Député élu ou réélu | Parti | Nombre de voix | % |
| ---- | --------------- | -------------- | ----- | ------------------- | ----- | -------------- | - |
| 1er  | --              | --             | --    | --                  | --    | --             |   |
| 2e   | --              | --             | --    | --                  | --    | --             |   |
| 3e   | --              | --             | --    | --                  | --    | --             |   |
| 4e   | --              | --             | --    | --                  | --    | --             |   |
| 5e   | --              | --             | --    | --                  | --    | --             |   |

### Province de Khouribga
| Rang | Circonscription | Député sortant | Parti | Député élu ou réélu | Parti | Nombre de voix | % |
| ---- | --------------- | -------------- | ----- | ------------------- | ----- | -------------- | - |
| 1er  | Khouribga       | Arafat Atmoun  | MP    | --                  | --    | --             |   |
| 2e   | --              | --             | --    | --                  | --    | --             |   |
| 3e   | --              | --             | --    | --                  | --    | --             |   |
| 4e   | --              | --             | --    | --                  | --    | --             |   |
| 5e   | --              | --             | --    | --                  | --    | --             |   |
| 6e   | --              | --             | --    | --                  | --    | --             |   |

## Casablanca-Settat

### Préfecture de Casablanca

#### Circonscription de Casablanca-Anfa
| Rang | Circonscription | Député sortant     | Parti | Député élu ou réélu | Parti | Nombre de voix | %      |
| ---- | --------------- | ------------------ | ----- | ------------------- | ----- | -------------- | ------ |
| 1er  | Casablanca-Anfa | Abdessamad Haiker  | PJD   | Abdessamad Haiker   | PJD   | 31 026         | 46,31% |
| 2e   | Casablanca-Anfa | Abdelhak Ennajhi   | PJD   | Abdelhak Ennajhi    | PJD   | 31 026         | 46,31% |
| 3e   | Casablanca-Anfa | Ouadiâ Benabdellah | RNI   | Saïd Naciri         | PAM   | 9 873          | 14,74% |
| 4e   | Casablanca-Anfa | Yasmina Baddou     | PI    | Mustapha Chennaoui  | FGD   | 7 697          | 11,49% |

#### Circonscription de Al Fida Mers-Sultan
| Rang | Circonscription | Député sortant | Parti | Député élu ou réélu | Parti | Nombre de voix | % |
| ---- | --------------- | -------------- | ----- | ------------------- | ----- | -------------- | - |
| 1er  | --              | --             | --    | --                  | --    | --             |   |
| 2e   | --              | --             | --    | --                  | --    | --             |   |
| 3e   | --              | --             | --    | --                  | --    | --             |   |

#### Circonscription de Aïn-Sebaâ-Hay Mohammadi
| Rang | Circonscription | Député sortant | Parti | Député élu ou réélu | Parti | Nombre de voix | % |
| ---- | --------------- | -------------- | ----- | ------------------- | ----- | -------------- | - |
| 1er  | --              | --             | --    | --                  | --    | --             |   |
| 2e   | --              | --             | --    | --                  | --    | --             |   |
| 3e   | --              | --             | --    | --                  | --    | --             |   |

#### Circonscription de Hay Hassani
| Rang | Circonscription | Député sortant | Parti | Député élu ou réélu | Parti | Nombre de voix | % |
| ---- | --------------- | -------------- | ----- | ------------------- | ----- | -------------- | - |
| 1er  | --              | --             | --    | --                  | --    | --             |   |
| 2e   | --              | --             | --    | --                  | --    | --             |   |
| 3e   | --              | --             | --    | --                  | --    | --             |   |

#### Circonscription de Aïn Chock
| Rang | Circonscription | Député sortant | Parti | Député élu ou réélu | Parti | Nombre de voix | % |
| ---- | --------------- | -------------- | ----- | ------------------- | ----- | -------------- | - |
| 1er  | --              | --             | --    | --                  | --    | --             |   |
| 2e   | --              | --             | --    | --                  | --    | --             |   |
| 3e   | --              | --             | --    | --                  | --    | --             |   |

#### Circonscription de Sidi Bernoussi
| Rang | Circonscription | Député sortant         | Parti | Député élu ou réélu | Parti | Nombre de voix | % |
| ---- | --------------- | ---------------------- | ----- | ------------------- | ----- | -------------- | - |
| 1er  | Sidi-Bernoussi  | Abdelmajid Ait Laadila | PJD   | --                  | --    | --             |   |
| 2e   | Sidi-Bernoussi  | Ahmed Brija            | PAM   | --                  | --    | --             |   |
| 3e   | Sidi-Bernoussi  | Mohamed Yatim          | PJD   | --                  | --    | --             |   |

#### Circonscription de Ben M'sik
| Rang | Circonscription | Député sortant | Parti | Député élu ou réélu | Parti | Nombre de voix | % |
| ---- | --------------- | -------------- | ----- | ------------------- | ----- | -------------- | - |
| 1er  | --              | --             | --    | --                  | --    | --             |   |
| 2e   | --              | --             | --    | --                  | --    | --             |   |
| 3e   | --              | --             | --    | --                  | --    | --             |   |

#### Circonscription de Moulay Rachid
| Rang | Circonscription | Député sortant | Parti | Député élu ou réélu | Parti | Nombre de voix | % |
| ---- | --------------- | -------------- | ----- | ------------------- | ----- | -------------- | - |
| 1er  | --              | --             | --    | --                  | --    | --             |   |
| 2e   | --              | --             | --    | --                  | --    | --             |   |
| 3e   | --              | --             | --    | --                  | --    | --             |   |

### Préfecture de Mohammédia
| Rang | Circonscription | Député sortant | Parti | Député élu ou réélu | Parti | Nombre de voix | % |
| ---- | --------------- | -------------- | ----- | ------------------- | ----- | -------------- | - |
| 1er  | --              | --             | --    | --                  | --    | --             |   |
| 2e   | --              | --             | --    | --                  | --    | --             |   |
| 3e   | --              | --             | --    | --                  | --    | --             |   |

### Province d'El Jadida
| Rang | Circonscription | Député sortant                | Parti | Député élu ou réélu | Parti | Nombre de voix | % |
| ---- | --------------- | ----------------------------- | ----- | ------------------- | ----- | -------------- | - |
| 1er  | El Jadida       | AbdelaLi Ben Rabia            | PPS   | --                  | --    | --             |   |
| 2e   | El Jadida       | Abouzaid El Mokrie El Idrissi | PJD   | --                  | --    | --             |   |
| 3e   | --              | --                            | --    | --                  | --    | --             |   |
| 4e   | --              | --                            | --    | --                  | --    | --             |   |
| 5e   | --              | --                            | --    | --                  | --    | --             |   |
| 6e   | --              | --                            | --    | --                  | --    | --             |   |

### Province de Nouaceur
| Rang | Circonscription | Député sortant     | Parti | Député élu ou réélu | Parti | Nombre de voix | % |
| ---- | --------------- | ------------------ | ----- | ------------------- | ----- | -------------- | - |
| 1er  | Nouaceur        | Abdelkarim Choukri | PAM   | --                  | --    | --             |   |
| 2e   | --              | --                 | --    | --                  | --    | --             |   |
| 3e   | --              | --                 | --    | --                  | --    | --             |   |

### Province de Médiouna
| Rang | Circonscription | Député sortant | Parti | Député élu ou réélu | Parti | Nombre de voix | % |
| ---- | --------------- | -------------- | ----- | ------------------- | ----- | -------------- | - |
| 1er  | --              | --             | --    | --                  | --    | --             |   |
| 2e   | --              | --             | --    | --                  | --    | --             |   |

### Province de Benslimane
| Rang | Circonscription | Député sortant | Parti | Député élu ou réélu | Parti | Nombre de voix | % |
| ---- | --------------- | -------------- | ----- | ------------------- | ----- | -------------- | - |
| 1er  | --              | --             | --    | --                  | --    | --             |   |
| 2e   | --              | --             | --    | --                  | --    | --             |   |
| 3e   | --              | --             | --    | --                  | --    | --             |   |

### Province de Berrechid
| Rang | Circonscription | Député sortant | Parti | Député élu ou réélu | Parti | Nombre de voix | %    |
| ---- | --------------- | -------------- | ----- | ------------------- | ----- | -------------- | ---- |
| 1er  | --              | --             | --    | --                  | --    | --             | PJJD |
| 2e   | --              | --             | --    | --                  | --    | --             |      |
| 3e   | --              | --             | --    | --                  | --    | --             |      |
| 4e   | --              | --             | --    | --                  | --    | --             |      |

### Province de Settat
| Rang | Circonscription | Député sortant     | Parti | Député élu ou réélu | Parti | Nombre de voix | % |
| ---- | --------------- | ------------------ | ----- | ------------------- | ----- | -------------- | - |
| 1er  | Settat          | Abdellah Aboufaris | PI    | Hassan Haris        | PJD   | --             |   |
| 2e   | --              | --                 | --    | Hicham Harrami      | PAM   | --             |   |
| 3e   | --              | --                 | --    | Abdellatif Merdas   | UC    | --             |   |
| 4e   | --              | --                 | --    | Rachid Bahloul      | USFP  | --             |   |
| 5e   | --              | --                 | --    | Mohamed Nmili       | PPS   | --             |   |
| 6e   | --              | --                 | --    | Abdellah Abou Faris | PI    | --             |   |

### Province de Sidi Bennour
| Rang | Circonscription | Député sortant  | Parti | Député élu ou réélu | Parti | Nombre de voix | % |
| ---- | --------------- | --------------- | ----- | ------------------- | ----- | -------------- | - |
| 1er  | Sidi Bennour    | Abdelhak Ennaji | PPS   | --                  | --    | --             |   |
| 2e   | Sidi Bennour    | Tahar Chakir    | PAM   | --                  | --    | --             |   |
| 3e   | --              | --              | --    | --                  | --    | --             |   |
| 4e   | --              | --              | --    | --                  | --    | --             |   |

## Marrakech-Safi

### Préfecture de Marrakech

#### Circonscription de Medina Sidi Youssef
| Rang | Circonscription | Député sortant | Parti | Député élu ou réélu | Parti | Nombre de voix | % |
| ---- | --------------- | -------------- | ----- | ------------------- | ----- | -------------- | - |
| 1er  | --              | --             | --    | --                  | --    | --             |   |
| 2e   | --              | --             | --    | --                  | --    | --             |   |
| 3e   | --              | --             | --    | --                  | --    | --             |   |

#### Circonscription de Guéliz Nakhil
| Rang | Circonscription | Député sortant      | Parti | Député élu ou réélu | Parti | Nombre de voix | % |
| ---- | --------------- | ------------------- | ----- | ------------------- | ----- | -------------- | - |
| 1er  | Guéliz-Ennakhil | Ahmed El Motassadeq | PJD   | --                  | --    | --             |   |
| 2e   | --              | --                  | --    | --                  | --    | --             |   |
| 3e   | --              | --                  | --    | --                  | --    | --             |   |

#### Circonscription de Menara
| Rang | Circonscription | Député sortant     | Parti | Député élu ou réélu | Parti | Nombre de voix | % |
| ---- | --------------- | ------------------ | ----- | ------------------- | ----- | -------------- | - |
| 1er  |                 | Adnane Benabdallah | PAM   | --                  | --    | --             |   |
| 2e   | --              | --                 | --    | --                  | --    | --             |   |
| 3e   | --              | --                 | --    | --                  | --    | --             |   |

### Province de Chichaoua
| Rang | Circonscription | Député sortant      | Parti | Député élu ou réélu | Parti | Nombre de voix | % |
| ---- | --------------- | ------------------- | ----- | ------------------- | ----- | -------------- | - |
| 1er  | Chichaoua       | Abdessamad Aguedach | RNI   | --                  | --    | --             |   |
| 2e   | --              | --                  | --    | --                  | --    | --             |   |
| 3e   | --              | --                  | --    | --                  | --    | --             |   |
| 4e   | --              | --                  | --    | --                  | --    | --             |   |

### Province d'Al Haouz
| Rang | Circonscription | Député sortant | Parti | Député élu ou réélu | Parti | Nombre de voix | % |
| ---- | --------------- | -------------- | ----- | ------------------- | ----- | -------------- | - |
| 1er  | --              | --             | --    | --                  | --    | --             |   |
| 2e   | --              | --             | --    | --                  | --    | --             |   |
| 3e   | --              | --             | --    | --                  | --    | --             |   |
| 4e   | --              | --             | --    | --                  | --    | --             |   |

### Province d'El Kelaâ des Sraghna
| Rang | Circonscription      | Député sortant  | Parti | Député élu ou réélu | Parti | Nombre de voix | % |
| ---- | -------------------- | --------------- | ----- | ------------------- | ----- | -------------- | - |
| 1er  | El Kelaâ des Sraghna | Abdelali Doumou | USFP  | --                  | --    | --             |   |
| 2e   | --                   | --              | --    | --                  | --    | --             |   |
| 3e   | --                   | --              | --    | --                  | --    | --             |   |
| 4e   | --                   | --              | --    | --                  | --    | --             |   |

### Province d'Essaouira
| Rang | Circonscription | Député sortant | Parti | Député élu ou réélu | Parti | Nombre de voix | % |
| ---- | --------------- | -------------- | ----- | ------------------- | ----- | -------------- | - |
| 1er  | --              | --             | --    | --                  | --    | --             |   |
| 2e   | --              | --             | --    | --                  | --    | --             |   |
| 3e   | --              | --             | --    | --                  | --    | --             |   |
| 4e   | --              | --             | --    | --                  | --    | --             |   |

### Province de Rehamna
| Rang | Circonscription | Député sortant | Parti | Député élu ou réélu | Parti | Nombre de voix | % |
| ---- | --------------- | -------------- | ----- | ------------------- | ----- | -------------- | - |
| 1er  | --              | --             | --    | --                  | --    | --             |   |
| 2e   | --              | --             | --    | --                  | --    | --             |   |
| 3e   | --              | --             | --    | --                  | --    | --             |   |

### Province de Safi
| Rang | Circonscription | Député sortant | Parti | Député élu ou réélu | Parti | Nombre de voix | % |
| ---- | --------------- | -------------- | ----- | ------------------- | ----- | -------------- | - |
| 1er  | --              | --             | --    | --                  | --    | --             |   |
| 2e   | --              | --             | --    | --                  | --    | --             |   |
| 3e   | --              | --             | --    | --                  | --    | --             |   |
| 4e   | --              | --             | --    | --                  | --    | --             |   |
| 5e   | --              | --             | --    | --                  | --    | --             |   |
| 6e   | --              | --             | --    | --                  | --    | --             |   |

### Province de Youssoufia
| Rang | Circonscription | Député sortant  | Parti | Député élu ou réélu | Parti | Nombre de voix | % |
| ---- | --------------- | --------------- | ----- | ------------------- | ----- | -------------- | - |
| 1er  | Youssoufia      | Ahmed El Aajili | RNI   | Mouloud Mahria      | PJD   | --             |   |
| 2e   | Youssoufia      | --              | --    | Youssef Rouijel     | PAM   | --             |   |

## Drâa-Tafilalet

### Province d'Errachidia
| Rang | Circonscription | Député sortant | Parti | Député élu ou réélu | Parti | Nombre de voix | % |
| ---- | --------------- | -------------- | ----- | ------------------- | ----- | -------------- | - |
| 1er  | --              | --             | --    | --                  | --    | --             |   |
| 2e   | --              | --             | --    | --                  | --    | --             |   |
| 3e   | --              | --             | --    | --                  | --    | --             |   |
| 4e   | --              | --             | --    | --                  | --    | --             |   |
| 5e   | --              | --             | --    | --                  | --    | --             |   |

### Province de Ouarzazate
| Rang | Circonscription | Député sortant | Parti | Député élu ou réélu | Parti | Nombre de voix | % |
| ---- | --------------- | -------------- | ----- | ------------------- | ----- | -------------- | - |
| 1er  | --              | --             | --    | --                  | --    | --             |   |
| 2e   | --              | --             | --    | --                  | --    | --             |   |
| 3e   | --              | --             | --    | --                  | --    | --             |   |

### Province de Midelt
| Rang | Circonscription | Député sortant | Parti | Député élu ou réélu | Parti | Nombre de voix | % |
| ---- | --------------- | -------------- | ----- | ------------------- | ----- | -------------- | - |
| 1er  | --              | --             | --    | --                  | --    | --             |   |
| 2e   | --              | --             | --    | --                  | --    | --             |   |
| 3e   | --              | --             | --    | --                  | --    | --             |   |

### Province de Tinghir
| Rang | Circonscription | Député sortant | Parti | Député élu ou réélu | Parti | Nombre de voix | % |
| ---- | --------------- | -------------- | ----- | ------------------- | ----- | -------------- | - |
| 1er  | --              | --             | --    | --                  | --    | --             |   |
| 2e   | --              | --             | --    | --                  | --    | --             |   |
| 3e   | --              | --             | --    | --                  | --    | --             |   |

### Province de Zagora
| Rang | Circonscription | Député sortant | Parti | Député élu ou réélu | Parti | Nombre de voix | % |
| ---- | --------------- | -------------- | ----- | ------------------- | ----- | -------------- | - |
| 1er  | --              | --             | --    | --                  | --    | --             |   |
| 2e   | --              | --             | --    | --                  | --    | --             |   |
| 3e   | --              | --             | --    | --                  | --    | --             |   |

## Souss-Massa

### Préfecture d'Agadir Ida-Outanane
| Rang | Circonscription     | Député sortant  | Parti | Député élu ou réélu | Parti | Nombre de voix | % |
| ---- | ------------------- | --------------- | ----- | ------------------- | ----- | -------------- | - |
| 1er  | Agadir Ida-Outanane | Abdallah Aberni | RNI   | --                  | --    | --             |   |
| 2e   | --                  | --              | --    | --                  | --    | --             |   |
| 3e   | --                  | --              | --    | --                  | --    | --             |   |
| 4e   | --                  | --              | --    | --                  | --    | --             |   |

### Préfecture d'Inezgane-Aït Melloul
| Rang | Circonscription      | Député sortant | Parti | Député élu ou réélu | Parti | Nombre de voix | % |
| ---- | -------------------- | -------------- | ----- | ------------------- | ----- | -------------- | - |
| 1er  | Inezgane-Aït Melloul | Ahmed Aderrak  | PJD   | --                  | --    | --             |   |
| 2e   | --                   | --             | --    | --                  | --    | --             |   |
| 3e   | --                   | --             | --    | --                  | --    | --             |   |

### Province de Chtouka-Aït Baha
| Rang | Circonscription | Député sortant | Parti | Député élu ou réélu | Parti | Nombre de voix | % |
| ---- | --------------- | -------------- | ----- | ------------------- | ----- | -------------- | - |
| 1er  | --              | --             | --    | --                  | --    | --             |   |
| 2e   | --              | --             | --    | --                  | --    | --             |   |
| 3e   | --              | --             | --    | --                  | --    | --             |   |

### Province de Taroudant

#### Circonscription de Taroudante Nord
| Rang                                                                   | Circonscription | Député sortant         | Parti | Député élu ou réélu | Parti | Nombre de voix | % |
| ---------------------------------------------------------------------- | --------------- | ---------------------- | ----- | ------------------- | ----- | -------------- | - |
| 1er                                                                    | Taroudante Nord | Rachid Ahandouch       | RNI   | Hamid El Bahja      | RNI   | 25 924         |   |
| 2e                                                                     | Taroudante Nord | Elhabib El Boubekraoui | PI    | Mostafa Kordi       | PJD   | 16 925         |   |
| 3e                                                                     | Taroudante Nord | Abdellatif Ouahbi      | PAM   | Abdellatif Ouahbi   | PAM   | 14 332         |   |
| Source: « فوز الأحرار والبيجيدي والبام في تارودانت », sur hespress.com |                 |                        |       |                     |       |                |   |

#### Circonscription de Taroudante Sud
| Rang | Circonscription | Député sortant | Parti | Député élu ou réélu | Parti | Nombre de voix | % |
| ---- | --------------- | -------------- | ----- | ------------------- | ----- | -------------- | - |
| 1er  | --              | --             | --    | --                  | --    | --             |   |
| 2e   | --              | --             | --    | --                  | --    | --             |   |
| 3e   | --              | --             | --    | --                  | --    | --             |   |

### Province de Tiznit
| Rang | Circonscription | Député sortant | Parti | Député élu ou réélu | Parti | Nombre de voix | % |
| ---- | --------------- | -------------- | ----- | ------------------- | ----- | -------------- | - |
| 1er  | --              | --             | --    | --                  | --    | --             |   |
| 2e   | --              | --             | --    | --                  | --    | --             |   |
| 3e   | --              | --             | --    | --                  | --    | --             |   |

### Tata
|                                                         |                                                            |        |                |        |
| Tête de liste Étiquette politique (partis et alliances) | Tête de liste Étiquette politique (partis et alliances)    | Voix   | % des exprimés | Sièges |
|                                                         |                                                            |        |                |        |
|                                                         | Mustapha Tadoumant Rassemblement national des indépendants | 10 114 | 29,02          | 1      |
|                                                         | Lahoucine Bouzihay Parti de l'Istiqlal                     | 9 863  | 28,3           | 1      |
|                                                         | Hassan Tabi Parti authenticité et modernité                | 7 420  | 21,29          |        |
|                                                         | Mohamed Raji Parti de la justice et du développement       | 5 675  | 16,29          |        |
|                                                         | Union socialiste des forces populaires                     | 657    | 1,89           |        |
|                                                         | Fédération de la gauche démocratique                       | 381    | 1,09           |        |
|                                                         | Mouvement démocratique et social                           | 280    | 0,8            |        |
|                                                         | Union constitutionnelle                                    | 231    | 0,66           |        |
|                                                         | Parti de la gauche verte                                   | 120    | 0,34           |        |
|                                                         | Parti du progrès et du socialisme                          | 106    | 0,3            |        |
| Source : Ministère de l'Intérieur                       |                                                            |        |                |        |

## Guelmim-Oued Noun

### Province de Guelmim
|                                                         |                                                                |        |                |        |
| Tête de liste Étiquette politique (partis et alliances) | Tête de liste Étiquette politique (partis et alliances)        | Voix   | % des exprimés | Sièges |
|                                                         |                                                                |        |                |        |
|                                                         | Mohamed Lahbib Nazoume Union socialiste des forces populaires  | 13 951 | 31,13          | 1      |
|                                                         | Mbarka Bouaida Rassemblement national des indépendants         | 12 360 | 27,58          | 1      |
|                                                         | Abdellah Najami Parti de la justice et du développement        | 11 653 | 26             |        |
|                                                         | Salaheddine Fehmi Parti de l'Istiqlal                          | 2 635  | 5,88           |        |
|                                                         | Mohammed Abdallah El Koua Fédération de la gauche démocratique | 1 001  | 2,23           |        |
|                                                         | Hamid Lâamri Parti authenticité et modernité                   | 911    | 2,03           |        |
|                                                         | Mouvement démocratique et social                               | 444    | 0,99           |        |
|                                                         | Abdelbaqui Mounadil Parti du progrès et du socialisme          | 427    | 0,95           |        |
|                                                         | Parti de la renaissance et de la vertu                         | 333    | 0,74           |        |
|                                                         | Parti de la gauche verte                                       | 233    | 0,52           |        |
|                                                         | Parti de l'espoir                                              | 224    | 0,5            |        |
|                                                         | Parti des néo-démocrates                                       | 202    | 0,45           |        |
|                                                         | Fahd Chakrad Mouvement populaire                               | 175    | 0,39           |        |
|                                                         | Alliance Al Ahd et Renouveau                                   | 125    | 0,28           |        |
|                                                         | Parti de la liberté et de la justice sociale                   | 113    | 0,25           |        |
|                                                         | Parti démocratique de l'indépendance                           | 25     | 0,06           |        |
| Source : Ministère de l'Intérieur                       |                                                                |        |                |        |

### Province d'Assa-Zag
|                                                         |                                                         |       |                |        |
| Tête de liste Étiquette politique (partis et alliances) | Tête de liste Étiquette politique (partis et alliances) | Voix  | % des exprimés | Sièges |
|                                                         |                                                         |       |                |        |
|                                                         | Rachid Tamek Parti authenticité et modernité            | 4 916 | 43,29          | 1      |
|                                                         | Hamdi Ouaissi Union socialiste des forces populaires    | 3 070 | 27,03          | 1      |
|                                                         | Union constitutionnelle                                 | 1 604 | 14,12          |        |
|                                                         | Ouissi Rabbani Mouvement populaire                      | 492   | 4,33           |        |
|                                                         | Front des forces démocratiques                          | 491   | 4,32           |        |
|                                                         | Chaghali Hariss Parti de la justice et du développement | 439   | 3,87           |        |
|                                                         | Mohammed Atwif Parti du progrès et du socialisme        | 121   | 1,07           |        |
|                                                         | Bachir Boulkhir Parti de l'Istiqlal                     | 114   | 1              |        |
|                                                         | Salem Boukioudi Rassemblement national des indépendants | 62    | 0,55           |        |
|                                                         | Ali Missine Fédération de la gauche démocratique        | 48    | 0,42           |        |
| Source : Ministère de l'Intérieur                       |                                                         |       |                |        |

### Province de Tan-Tan
|                                                         |                                                                  |       |                |        |
| Tête de liste Étiquette politique (partis et alliances) | Tête de liste Étiquette politique (partis et alliances)          | Voix  | % des exprimés | Sièges |
|                                                         |                                                                  |       |                |        |
|                                                         | Salek Bolon Parti de l'Istiqlal                                  | 7 871 | 35,52          | 1      |
|                                                         | Abdellah Oubarka Parti authenticité et modernité                 | 5 286 | 23,85          | 1      |
|                                                         | Boujemâa Bahar Parti de la justice et du développement           | 4 505 | 20,33          |        |
|                                                         | Mouvement démocratique et social                                 | 1 824 | 8,23           |        |
|                                                         | Zine Abidine Charfeddine Rassemblement national des indépendants | 889   | 4,01           |        |
|                                                         | Parti de la renaissance et de la vertu                           | 684   | 3,09           |        |
|                                                         | Fédération de la gauche démocratique                             | 369   | 1,67           |        |
|                                                         | Aziza Chakraoui Union constitutionnelle                          | 296   | 1,34           |        |
|                                                         | Front des forces démocratiques                                   | 220   | 0,99           |        |
|                                                         | Parti de l'action                                                | 76    | 0,34           |        |
|                                                         | Parti de l'espoir                                                | 70    | 0,32           |        |
|                                                         | Alliance Al Ahd et Renouveau                                     | 42    | 0,19           |        |
|                                                         | Zaineb Abbouh Parti du progrès et du socialisme                  | 29    | 0,13           |        |
| Source : Ministère de l'Intérieur                       |                                                                  |       |                |        |

### Province de Sidi Ifni
|                                                         |                                                         |        |                |        |
| Tête de liste Étiquette politique (partis et alliances) | Tête de liste Étiquette politique (partis et alliances) | Voix   | % des exprimés | Sièges |
|                                                         |                                                         |        |                |        |
|                                                         | Mohamed Belfkih Union socialiste des forces populaires  | 11 703 | 31,37          | 1      |
|                                                         | Omar Boumris Parti de la justice et du développement    | 6 148  | 16,48          | 1      |
|                                                         | Parti authenticité et modernité                         | 6 144  | 16,47          |        |
|                                                         | Mouvement populaire                                     | 5 744  | 15,39          |        |
|                                                         | Parti du progrès et du socialisme                       | 2 971  | 7,96           |        |
|                                                         | Rassemblement national des indépendants                 | 1 945  | 5,21           |        |
|                                                         | Abdallah Bouchtart Fédération de la gauche démocratique | 621    | 1,66           |        |
|                                                         | Parti de l'Istiqlal                                     | 586    | 1,57           |        |
|                                                         | Front des forces démocratiques                          | 519    | 1,39           |        |
|                                                         | Mouvement démocratique et social                        | 437    | 1,17           |        |
|                                                         | Parti des néo-démocrates                                | 298    | 0,8            |        |
|                                                         | Parti de la liberté et de la justice sociale            | 120    | 0,32           |        |
|                                                         | Union constitutionnelle                                 | 76     | 0,2            |        |
|                                                         |                                                         |        |                |        |
| Source : Ministère de l'Intérieur                       |                                                         |        |                |        |

## Laâyoune-Sakia El Hamra

### Province de Laâyoune
|                                                         |                                                                |        |                |        |
| Tête de liste Étiquette politique (partis et alliances) | Tête de liste Étiquette politique (partis et alliances)        | Voix   | % des exprimés | Sièges |
|                                                         |                                                                |        |                |        |
|                                                         | Moulay Hamdi Ould Rachid Parti de l'Istiqlal                   | 26 827 | 40,17          | 1      |
|                                                         | Sidi Mohammed Salem El Joumani Parti authenticité et modernité | 21 572 | 32,3           | 1      |
|                                                         | Brahim Daaif Parti de la justice et du développement           | 8 424  | 12,61          | 1      |
|                                                         | Hassan Derham Union socialiste des forces populaires           | 6 239  | 9,34           |        |
|                                                         | Mohamed Boutabaa Mouvement populaire                           | 2 258  | 3,38           |        |
|                                                         | Parti de l'espoir                                              | 272    | 0,41           |        |
|                                                         | Sidi Ahmed Sala Fédération de la gauche démocratique           | 228    | 0,34           |        |
|                                                         | Mouvement démocratique et social                               | 159    | 0,24           |        |
|                                                         | Hicham Raouf Parti du progrès et du socialisme                 | 158    | 0,24           |        |
|                                                         | Parti démocratique de l'indépendance                           | 131    | 0,2            |        |
|                                                         | Parti des néo-démocrates                                       | 129    | 0,19           |        |
|                                                         | Front des forces démocratiques                                 | 110    | 0,16           |        |
|                                                         | Parti du centre social                                         | 83     | 0,12           |        |
|                                                         | Parti de la liberté et de la justice sociale                   | 52     | 0,09           |        |
|                                                         | Parti de la société démocratique                               | 34     | 0,05           |        |
|                                                         | Parti de l'environnement et du développement durable           | 34     | 0,05           |        |
|                                                         | Parti de l'action                                              | 34     | 0,05           |        |
|                                                         | Union marocaine pour la démocratie                             | 23     | 0,03           |        |
|                                                         | Parti démocrate national                                       | 9      | 0,01           |        |
| Source : Ministère de l'Intérieur                       |                                                                |        |                |        |

### Province de Boujdour
|                                                         |                                                            |       |                |        |
| Tête de liste Étiquette politique (partis et alliances) | Tête de liste Étiquette politique (partis et alliances)    | Voix  | % des exprimés | Sièges |
|                                                         |                                                            |       |                |        |
|                                                         | Abdelaziz Abba Parti de l'Istiqlal                         | 5 034 | 29,48          | 1      |
|                                                         | Abdellahi Edd Abbada Parti authenticité et modernité       | 4 993 | 29,24          | 1      |
|                                                         | Sidi Ibrahim Khayi Mouvement populaire                     | 4 914 | 28,77          |        |
|                                                         | Mustapha Ben Bilal Parti de la justice et du développement | 1 912 | 11,2           |        |
|                                                         | Rassemblement national des indépendants                    | 126   | 0,74           |        |
|                                                         | Parti du progrès et du socialisme                          | 58    | 0,34           |        |
|                                                         | Dounia Makras Union socialiste des forces populaires       | 16    | 0,09           |        |
|                                                         | Parti de l'environnement et du développement durable       | 16    | 0,09           |        |
|                                                         | Parti de la liberté et de la justice sociale               | 9     | 0,05           |        |
| Source : Ministère de l'Intérieur                       |                                                            |       |                |        |

### Province de Tarfaya
|                                                         |                                                            |       |                |        |
| Tête de liste Étiquette politique (partis et alliances) | Tête de liste Étiquette politique (partis et alliances)    | Voix  | % des exprimés | Sièges |
|                                                         |                                                            |       |                |        |
|                                                         | Abdellah Baillat Parti authenticité et modernité           | 2 644 | 36,8           | 1      |
|                                                         | Ali Razama Parti de la justice et du développement         | 2 299 | 32             | 1      |
|                                                         | Ali Toumri Parti de l'Istiqlal                             | 1 659 | 23,09          |        |
|                                                         | Front des forces démocratiques                             | 453   | 6,3            |        |
|                                                         | Abdelmajid Bouamama Union socialiste des forces populaires | 49    | 0,68           |        |
|                                                         | Ma El Ainin Sidi Bouya Parti du progrès et du socialisme   | 31    | 0,43           |        |
|                                                         | Abdelkader Lafouiress Mouvement populaire                  | 16    | 0,22           |        |
|                                                         | Parti des néo-démocrates                                   | 16    | 0,22           |        |
|                                                         | Parti de l'environnement et du développement durable       | 7     | 0,1            |        |
|                                                         | Parti de la gauche verte                                   | 7     | 0,1            |        |
|                                                         | Mouvement démocratique et social                           | 4     | 0,06           |        |
| Source : Ministère de l'Intérieur                       |                                                            |       |                |        |

### Province d'Es-Semara
|                                                         |                                                         |       |                |        |
| Tête de liste Étiquette politique (partis et alliances) | Tête de liste Étiquette politique (partis et alliances) | Voix  | % des exprimés | Sièges |
|                                                         |                                                         |       |                |        |
|                                                         | Moulay Zoubir Habaddi Parti authenticité et modernité   | 8 089 | 49,35          | 1      |
|                                                         | Sidi Hammad Cheiguer Parti de l'Istiqlal                | 4 987 | 30,42          | 1      |
|                                                         | Lahbib Kentaoui Parti de la justice et du développement | 1 956 | 11,93          |        |
|                                                         | Parti du progrès et du socialisme                       | 447   | 2,73           |        |
|                                                         | Parti démocratique de l'indépendance                    | 306   | 1,87           |        |
|                                                         | Fédération de la gauche démocratique                    | 301   | 1,84           |        |
|                                                         | Rajae Marrousi Union socialiste des forces populaires   | 165   | 1,01           |        |
|                                                         | Rassemblement national des indépendants                 | 81    | 0,49           |        |
|                                                         | Parti de l'environnement et du développement durable    | 18    | 0,11           |        |
|                                                         | Front des forces démocratiques                          | 16    | 0,1            |        |
|                                                         | Parti de l'action                                       | 15    | 0,09           |        |
|                                                         | Parti de l'unité et de la démocratie                    | 11    | 0,07           |        |
|                                                         |                                                         |       |                |        |
| Source : Ministère de l'Intérieur                       |                                                         |       |                |        |

## Dakhla-Oued Ed Dahab

### Province d'Oued Ed Dahab
|                                                         |                                                         |       |                |        |
| Tête de liste Étiquette politique (partis et alliances) | Tête de liste Étiquette politique (partis et alliances) | Voix  | % des exprimés | Sièges |
|                                                         |                                                         |       |                |        |
|                                                         | Mohammed El Amine Daiedda Mouvement populaire           | 6 619 | 32,83          | 1      |
|                                                         | Azzouha Elarrak Parti de la justice et du développement | 5 979 | 29,66          | 1      |
|                                                         | Parti de l'Istiqlal                                     | 2 674 | 13,26          |        |
|                                                         | Union socialiste des forces populaires                  | 2 134 | 10,59          |        |
|                                                         | Omar Cherkaoui Parti du progrès et du socialisme        | 1 028 | 5,1            |        |
|                                                         | Front des forces démocratiques                          | 561   | 2,78           |        |
|                                                         | Parti du centre social                                  | 176   | 0,87           |        |
|                                                         | El Ghalia El Hadi Fédération de la gauche démocratique  | 163   | 0,81           |        |
|                                                         | Union constitutionnelle                                 | 143   | 0,71           |        |
|                                                         | Hassan Haouideg Mouvement démocratique et social        | 135   | 0,67           |        |
|                                                         | Parti des néo-démocrates                                | 114   | 0,57           |        |
|                                                         | Parti de la renaissance et de la vertu                  | 90    | 0,45           |        |
|                                                         | Parti de l'environnement et du développement durable    | 72    | 0,36           |        |
|                                                         | Parti de la liberté et de la justice sociale            | 60    | 0,3            |        |
|                                                         | Parti de la réforme et du développement                 | 55    | 0,27           |        |
|                                                         | Parti de l'espoir                                       | 40    | 0,2            |        |
|                                                         | Parti de l'unité et de la démocratie                    | 37    | 0,18           |        |
|                                                         | Parti de l'action                                       | 32    | 0,16           |        |
|                                                         | Parti démocratique de l'indépendance                    | 24    | 0,12           |        |
|                                                         | Parti de la gauche verte                                | 24    | 0,12           |        |
|                                                         |                                                         |       |                |        |
| Source : Ministère de l'Intérieur                       |                                                         |       |                |        |

### Province d'Aousserd
|                                                         |                                                                 |       |                |        |
| Tête de liste Étiquette politique (partis et alliances) | Tête de liste Étiquette politique (partis et alliances)         | Voix  | % des exprimés | Sièges |
|                                                         |                                                                 |       |                |        |
|                                                         | Abdelfattah Ahl El Makki Union socialiste des forces populaires | 1 997 | 32,93          | 1      |
|                                                         | Mohammed Boubakr Parti authenticité et modernité                | 1 986 | 32,75          | 1      |
|                                                         | Mohamed El Amine Hormatalah Parti de l'Istiqlal                 | 1 686 | 27,8           |        |
|                                                         | Amrabih Abaakil Parti de la justice et du développement         | 204   | 3,36           |        |
|                                                         | Sidi Bahi Parti du progrès et du socialisme                     | 74    | 1,22           |        |
|                                                         | Parti des néo-démocrates                                        | 73    | 1,2            |        |
|                                                         | Parti de la réforme et du développement                         | 19    | 0,31           |        |
|                                                         | Parti de l'unité et de la démocratie                            | 10    | 0,16           |        |
|                                                         | Brahim Zine Eddine Fédération de la gauche démocratique         | 6     | 0,1            |        |
|                                                         | Parti de l'action                                               | 5     | 0,08           |        |
|                                                         | Parti de l'environnement et du développement durable            | 4     | 0,07           |        |
| Source : Ministère de l'Intérieur                       |                                                                 |       |                |        |